# Port-Salut (marque fromagère)
Pour les articles homonymes, voir Port-Salut.
Port-Salut est une marque commerciale française apposée sur une série de fromages et préparations fromagères pasteurisés industriels fabriqués dans la Communauté européenne. Cette marque appartient à la société Bel Foodservice, filiale du groupe Bel.
Cette gamme est issue d'une ancienne activité agricole des moines trappistes de l'abbaye du Port-du-Salut consistant, vers 1815, en une production laitière transformée en un fromage ; la marque de fromage comme le processus initial de sa fabrication furent vendus par cette communauté en 1957 à une société de l'industrie agroalimentaire.

## Origine
Le fromage originel des moines devait sa saveur au « secret de Darfeld », du nom d'une localité de Westphalie. 
L'histoire remonte à 1794. Les émigrés français — des nobles mais aussi quelque cinq mille représentants du clergé qui avaient refusé de prêter serment à la Constitution civile du clergé — avaient demandé à s'installer en terre westphalienne, neutre à l'époque. Accueillis avec sympathie, pour des raisons religieuses, les émigrés ont « payé » l'hospitalité des Westphaliens en donnant des cours de français, de danse et de dessin, ou bien en les aidant aux travaux de la ferme. 
En 1802, un an après la signature d'un concordat entre la France et le Saint-Siège, Napoléon déclare une amnistie générale qui permet le retour des émigrés en France. Parmi eux, les moines de l'ordre des trappistes, qui avaient reçu en 1795 l'autorisation du baron de Droste zu Vischering de s'installer sur un terrain de Darfeld. Ils y avaient élevé des moutons et des vaches et avaient produit un fromage régional, jusqu'alors peu connu hors des frontières de la Westphalie. 
Après vingt années d'exil, les trappistes fondent leur monastère à Entrammes, dans la Mayenne, et reprennent la production de fromage, auquel ils donnent alors le nom de leur nouvelle abbaye : Notre-Dame du Port-du-Salut.

## Parcours du fromage et de la marque
- 1815 : Dom Bernard de Girmont, exilé depuis la Révolution française à Darfeld en Westphalie (Allemagne), fonde, à la suite de son retour en France, l'abbaye du Port-du-Salut à l'emplacement de l'ancien prieuré de Port-Ringeard à Entrammes dans le département de la Mayenne[2]. La communauté vit de l'agriculture en exploitant les terres dépendantes de l'abbaye et transforme le lait produit en fromage, l'excédent de production est vendu localement. Le processus d'obtention du fromage par la communauté est alors de type fermier.
- 1850 : face au succès commercial des fromages de la communauté, des laits complémentaires sont achetés et collectés dans les fermes environnantes afin de satisfaire la demande. Simultanément, la communauté agrandit la laiterie et construit des caves d’affinage adaptées aux nouveaux volumes de transformation[3]. Le processus d'obtention du fromage est dorénavant de type laitier.
- 1873 : les fromages de l'abbaye estampillés « Port-du-Salut » sont proposés au marché de Paris[3].
- 1874 : la marque commerciale « Port-du-Salut » est déposée par les moines. Mais c'est le nom « Port-Salut » qui sera retenu par les consommateurs ainsi qu'à l'étranger[3].
- 1959 : la communauté de l'abbaye du Port-du-Salut vend la marque « Port-Salut » et livre le secret du processus d'obtention à la Société anonyme des fermiers réunis qui continue à fabriquer les fromages, dorénavant à base de lait pasteurisé, dans la laiterie dépendant de l'abbaye[3]. Chaque jour, 85 000 litres de lait achetés et collectés à l'aide de 23 camions chez 1200 agriculteurs éleveurs laitiers sont transformés en fromage[4]. Le processus d'obtention est dorénavant de type industriel.
  - À la suite de cette vente, les moines de l'abbaye du Port-du-Salut continuent l'élevage bovin et relancent, pour eux-mêmes et la commercialisation, leur production originelle de fromage, c'est-à-dire sous forme fermière et au lait cru. Les fromages portent la marque « Fromage de l'Abbaye ».
- 2012 : la marque commerciale « Port-Salut », après rachat de la Société anonyme des fermiers réunis par le groupe Bel, est commercialisée via la filiale Bel Foodservice. Une déclinaison de transformations fromagères utilisant la marque commerciale est fabriquée dans plusieurs usines à travers l'Europe.
  - L'agriculture a été abandonnée au sein de l'abbaye du Port-du-Salut. Depuis 1987, plus aucune production de lait ni de transformation fromagère n'y est mise en œuvre.

## La reprise de la production du fromage sur les terres de l'Abbaye.
En 2010, la Fromagerie Bio du Maine, une coopérative agricole de 40 producteurs de lait bio, décida de faire revivre une fromagerie à Entrammes. Les moines de l'abbaye du Port-du-Salut cèdent alors une parcelle de terrain agricole de l'abbaye à ce qui devient Fromagerie d'Entrammes.
Sur ce nouveau site, sont produits une douzaine de fromages au lait cru biologique de Mayenne. A côté de cette production, la fromagerie commercialise aussi du lait de foin stérilisé labellisé Spécialité Traditionnelle Garantie et de la crème fraîche épaisse. Tous les produits sont labellisés Agriculture Biologique. 
On retrouve les saveurs de l'ancien fromage de l'Abbaye dans la tomme au lait cru Pont aux Moines, à la croûte sans colorant et à la saveur douce et fruitée.

## Le fromage Port-Salut du groupe Bel Foodservice
Aujourd'hui, Bel Foodservice commercialise une dizaine de déclinaisons (fromage prétranché, portions, etc.) ayant pour base un fromage à pâte pressée non cuite à croûte colorée de 2,250 kg, de forme circulaire, mesurant 200 × 200 × 60 mm ou 230 × 227 × 78 mm et utilisant la marque Port-Salut.

## Matières premières agricoles et additifs employés
- lait de vache normalisé et pasteurisé ;
- sel (2 %) ;
- ferments lactiques ;
- enzyme coagulante microbienne ;
- colorant (bêta-carotène) dans la croûte ;
- conservateur alimentaire : natamycine.

## Culture populaire
Depuis les années 60, des publicités promouvant la marque Port-Salut avaient pour slogan « Le Port-Salut, c'est écrit dessus ». Depuis, l'expression « C'est comme le Port-Salut, c'est écrit dessus » est passée dans le langage courant.
« Tu l'as trop écrasé, César, ce Port-Salut ! » est un alexandrin et palindrome attribué à Victor Hugo[réf. souhaitée]
Au début du XXe siècle, en Lombardie, l'entrepreneur laitier Egidio Galbani s'est inspiré du Port-Salut pour créer le "Bel Paese".